# Hans-Joachim Flebbe

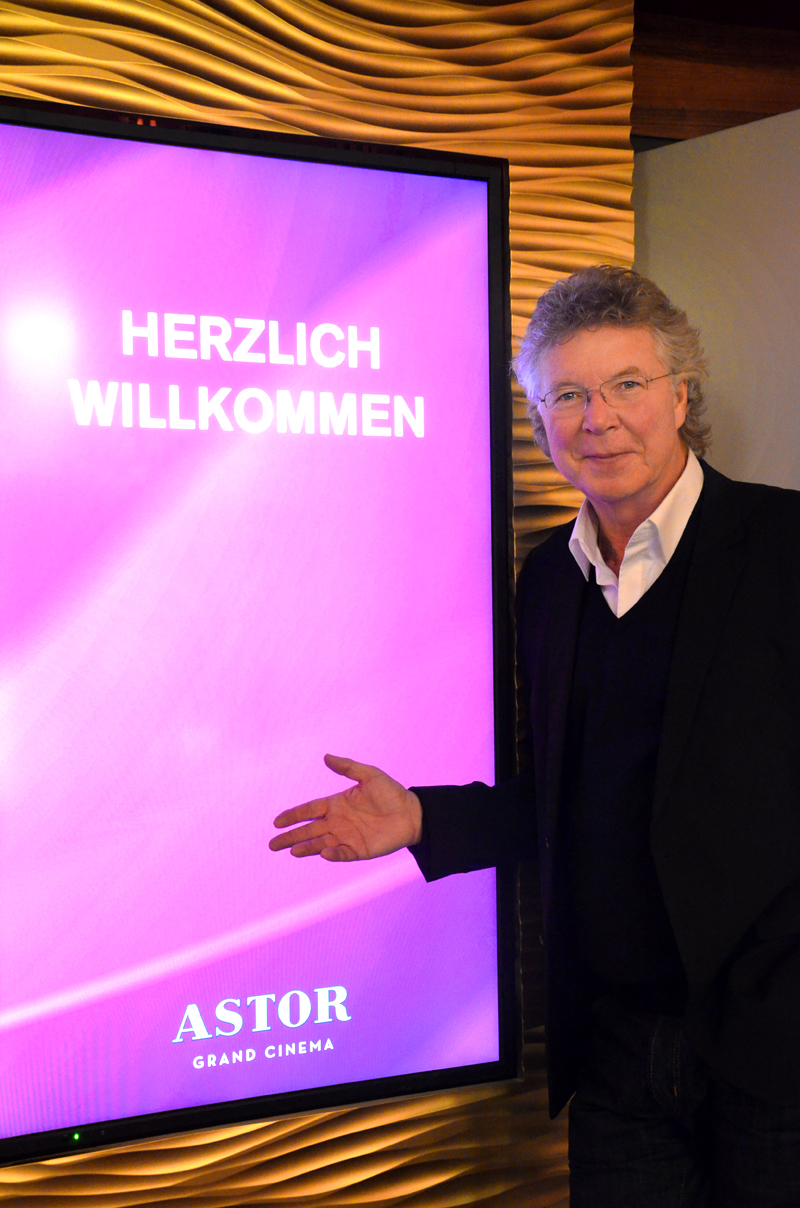
Hans-Joachim Flebbe Anfang Dezember 2014 am Vortag der Eröffnung des Astor Grand Cinema in Hannover

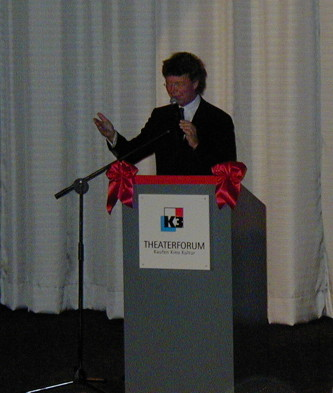
Hans-Joachim Flebbe am 15. November 2000 bei der Eröffnung des Cinemaxx Heilbronn

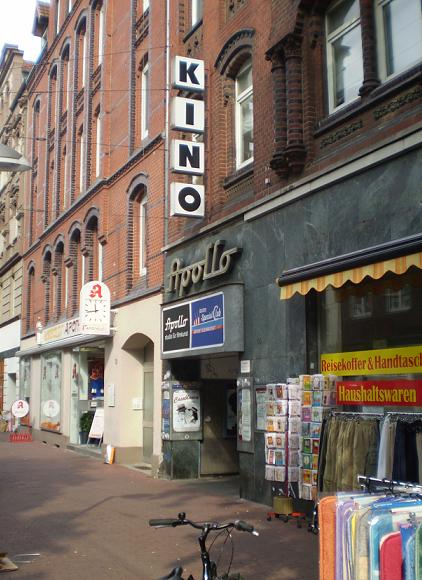
Eingang zum im Hof gelegenen Apollokino

Hans-Joachim Flebbe (* 22. August 1951 in Hannover) ist ein deutscher Unternehmer sowie Gründer und ehemaliger Vorstand der CinemaxX AG.

## Leben
Flebbe studierte Wirtschaftswissenschaft und wurde 1973 als Programmgestalter des Apollo-Kinos im hannoverschen Stadtteil Linden-Nord tätig. 1977 eröffnete er das Kino am Raschplatz am gleichnamigen Platz nördlich des Hauptbahnhofs. Gemeinsam mit Rolf Deyhle und Bodo Scriba gründete Flebbe 1989 die Cinemaxx-Gesellschaft, und am 8. März 1991 öffnete das erste Cinemaxx in Hannover. Schon im Folgejahr war es das wirtschaftlich erfolgreichste Kino Deutschlands. Auf der Brüsseler Fachmesse Cinema EXPO wurde Hans-Joachim Flebbe als „Pionier des Jahres 1992“ ausgezeichnet. Bis zum Jahr 2002 wurden zahlreiche weitere Großkinos in deutschen Städten eröffnet.
Nach Differenzen über die Ausrichtung und Struktur des Unternehmens schied Flebbe zum 30. September 2008 als Vorstandschef aus und wechselte in den Aufsichtsrat, dem er nur kurz, bis zum 21. Januar 2009, angehörte. Gleichzeitig gründete Flebbe ein neues Unternehmen zum Betrieb von Filmkunstkinos. Er übernahm dazu von Cinemaxx den Filmpalast Berlin am Kurfürstendamm und baute es zu einer Film Lounge um. Außerdem erwarb er in Hannover die Hochhaus-Lichtspiele im Anzeiger-Hochhaus und im März 2009 das Kino am Raschplatz. Zum 1. Juli 2010 übernahm Flebbe zudem das Cinemaxx Braunschweig von der Kinokette; das Multiplexkino wurde später in  C1 Cinema umbenannt und sollte neben den großen Blockbustern wieder mehr unbekannte Filme zeigen.
Im Jahr 2011 baute Flebbe in Köln das 1950 eröffnete Residenz-Kino aufwendig zu einem Luxuskino um. Am 19. März 2012 eröffnet das Kino mit Portier, Clubsesseln und Bedienung im Stil der Berliner Astor Film Lounge. Ein ähnliches Konzept eine Premium-Kinos verfolgt Flebbe in Hamburg mit einer weiteren ASTOR Film Lounge HafenCity und dem 2013 wieder eröffneten Savoy Filmtheater.
Auch das traditionsreiche Berliner Kino Zoo Palast wird seit seiner Neueröffnung am 27. November 2013 von Hans Joachim Flebbe betrieben.
Das Braunschweiger C1 Cinema wurde zwischen September und Mitte Oktober 2019 umgebaut und unter dem Namen Astor Filmtheater wieder eröffnet.
Hans-Joachim Flebbe ist Mitbegründer und Gesellschafter der Firma Neue Impuls Film. Er war Co-Produzent der Filme Nordkurve (1992) und Adrian und die Römer (1987/1988).
Er ist der Vater der Schauspielerin Farina Flebbe.